# Club Sol de América (Formosa)
Club Sol de América de Formosa – argentyński klub piłkarski z siedzibą w mieście Formosa, leżącym w prowincji Formosa.

## Osiągnięcia
- Mistrz ligi prowincjonalnej Liga Formoseña de Fútbol (6): 1960, 1962, 1963, 1965, 1974, 1987

## Historia
Klub założony został 5 stycznia 1947 roku i gra obecnie w czwartej lidze Torneo Argentino B.